# Rhithropanopeus harrisii
Rhithropanopeus harrisii (Gould, 1841), è un crostaceo decapode della famiglia Panopeidae. È l'unica specie del genere Rhithropanopeus Rathbun, 1898.

## Distribuzione e habitat
È una specie originaria delle coste orientali dell'America del Nord, tra il Nuovo Brunswick e Veracruz. anche se è stato trovato sulle coste della California, nel Canale di Panama e in Europa.
Vive prevalentemente in acqua salmastra ma talvolta può essere trovato anche in acqua dolce. Predirige gli scogli o gli allevamenti di ostriche.

## Descrizione
Il granchio può raggiungere la dimensione massima di 20 millimetri. È di colore verde oliva-marrone, talvolta con macchie scure sul suo carapace.